# Episodi di Due per tre (seconda stagione)
La seconda stagione della sitcom italiana Due per tre è andata in onda su Canale 5 a partire dal 1998.
| nº | Titolo                  | Prima TV Italia |
| -- | ----------------------- | --------------- |
| 1  | Metallo pesante         |                 |
| 2  | Tutti per uno           |                 |
| 3  | Colpire al cuore        |                 |
| 4  | Cena a sorpresa         |                 |
| 5  | La moglie perfetta      |                 |
| 6  | Pensa positivo          |                 |
| 7  | Amanti                  |                 |
| 8  | I giochi son desideri   |                 |
| 9  | Piccolo amore           |                 |
| 10 | La figlia modella       |                 |
| 11 | Misteri di famiglia     |                 |
| 12 | Polvere di stella       |                 |
| 13 | Maschere                |                 |
| 14 | Guerra in famiglia      |                 |
| 15 | L'anello di San Martino |                 |
| 16 | Mister pannolino        |                 |
| 17 | Né arte né parte        |                 |
| 18 | Un lavoro di squadra    |                 |
| 19 | Tanto rumore per nulla  |                 |
| 20 | Guerra e pace           |                 |